# Darialravinen
Darialravinen (georgiska: დარიალის ხეობა, Darialis cheoba; ryska: Дарьяльское ущелье, Darjalskoje usjtjelje) är en ravin på gränsen mellan nordöstra Georgien och Ryssland. Ravinen genomflyts av floden Terek (Tergi). Närmaste större samhälle är Stepantsminda, 10 km söder om ravinen.